# Липа серцелиста (Віньковецький район)
Ли́па серцели́ста — ботанічна пам'ятка природи місцевого значення в Україні. Розташована в межах Віньковецької селищної громади Хмельницького району Хмельницької області, в південно-східній частині села Охрімівці.
Площа 0,1 га. Статус надано згідно з рішенням облвиконкому від 04.09.1982 року № 278. Перебуває у віданні Охрімовецької загальноосвітньої школи.
Статус надано з метою збереження одного екземпляра вікового дерева липи серцелистої (Tilia cordata).